# Biblioteca comunale Filippo De Nobili
La Biblioteca comunale Filippo De Nobili di Catanzaro ha sede nel centro storico della città, all'interno di Villa Margherita (ex Villa Trieste).

## Storia

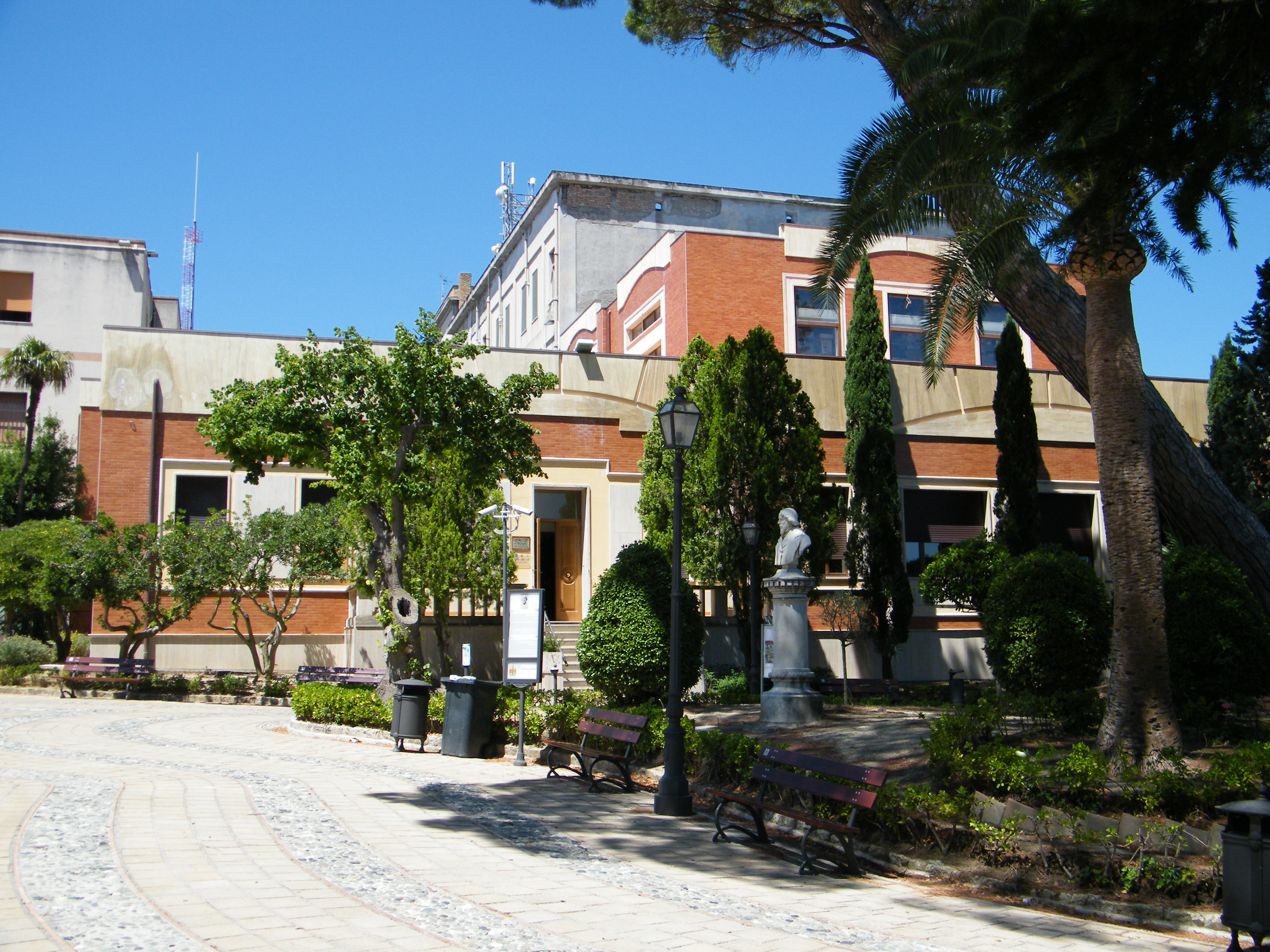
Villa Margherita sede della Biblioteca

I tentativi fatti nel corso del tempo di istituire una biblioteca pubblica a Catanzaro furono molti, un esempio ne è il Sovrano Rescritto del 1839 con il quale la piccola biblioteca presente presso il Regio Liceo veniva aperta al pubblico e ad essa era destinato un sussidio di cinquanta ducati a carico del Decurionato civico; ma in seguito venne chiusa, forse perché poco frequentata o troppo povera di opere.
L'attuale biblioteca venne istituita il 2 giugno del 1889 grazie all'opera del sindaco Giuseppe Rossi e dell'assessore alla Pubblica Istruzione Francesco Laratta, ed ebbe la denominazione iniziale di Biblioteca Municipale di Catanzaro “Onestà e lavoro” avendo come prima sede il pian terreno del Palazzo Municipale; ad essa venne in seguito aggregata la "Biblioteca Popolare" fondata nel 1910.
In seguito ad un attacco di termiti fu, nel 1958, trasferita presso Villa Margherita. La nuova sede venne inaugurata il 4 novembre alla presenza del sottosegretario ai Lavori pubblici Tommaso Spasari, oratore ufficiale fu Umberto Bosco, all'epoca Ordinario di letteratura italiana nella Facoltà di Magistero romana; sempre in questa occasione fu anche onorato Filippo De Nobili che ne fu per circa quarant'anni, dagli anni '20 alla fine degli anni '50, bibliotecario e a cui l'istituzione venne in seguito intitolata.
Inizialmente più «luogo d'incontro di uomini di cultura» che servizio di pubblica utilità iniziò a diventare più moderna e fruibile con la nomina, nel 1970, a direttore del professor Augusto Placanica.
Nel 1997 è stata riqualificata, con la creazione – tra l'altro – di nuovi spazi tra cui la creazione di una sala multimediale e dell'archivio storico. Il 15 ottobre 2009 la biblioteca è stata riaperta al pubblico; inizialmente gli unici servizi disponibili erano quelli di prestito e consultazione. L'inaugurazione ufficiale si è svolta nel novembre dello stesso anno.

## Patrimonio

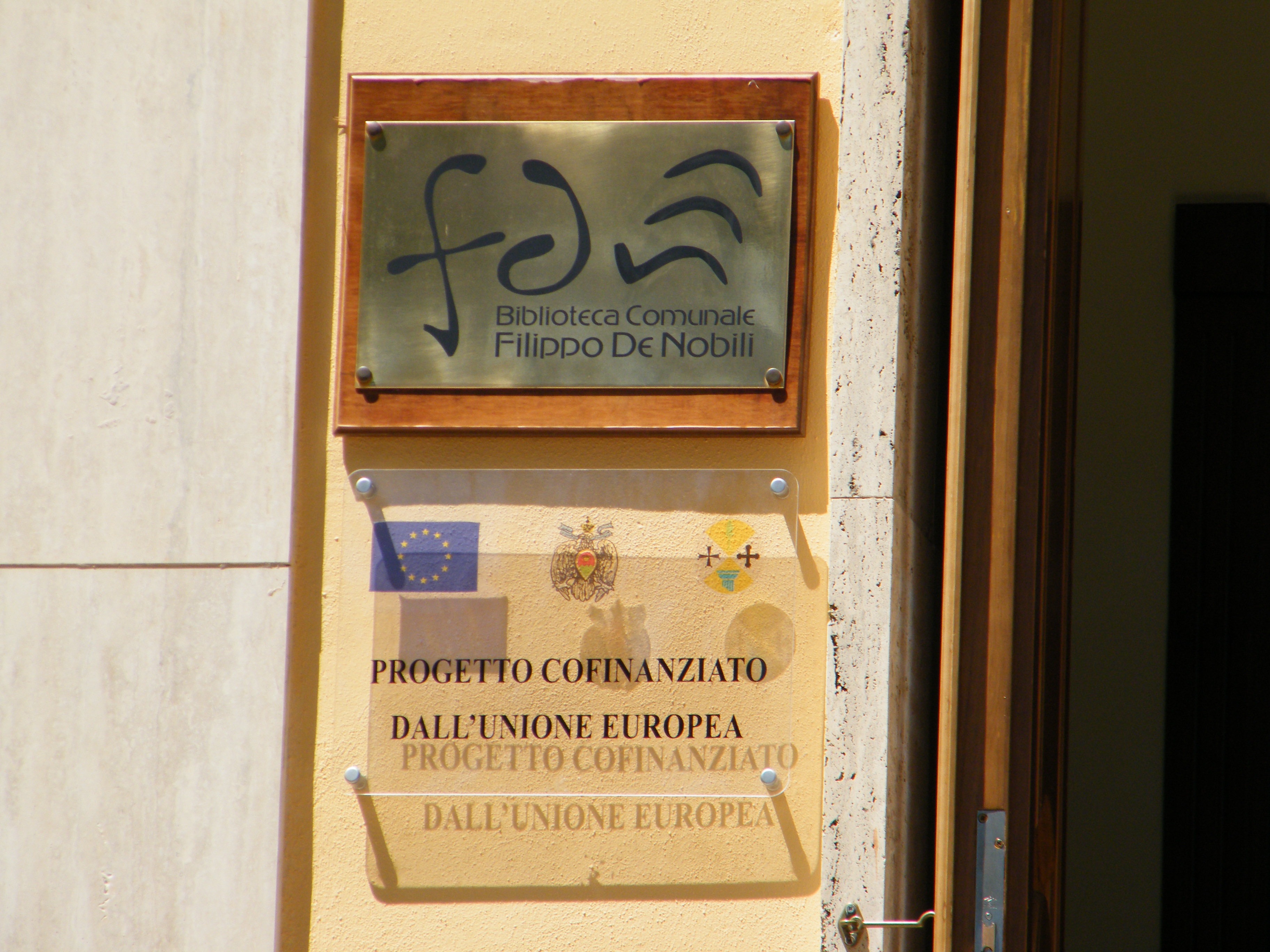
Targa all'ingresso della Biblioteca

All'inizio della sua attività la biblioteca disponeva di un patrimonio molto esiguo, un migliaio di opere, proveniente da donazioni private. Successivamente il patrimonio si arricchì con le opere provenienti dalle congregazioni religiose disciolte che furono concesse al Comune di Catanzaro e da questi depositate presso la biblioteca del R. Liceo dove però, per cattiva conservazione e per i furti operati, diminuirono molto di numero; dopo l'istituzione della Biblioteca Comunale il R. Liceo si oppose alla restituzione delle opere che avvenne solo dopo l'emanazione di un decreto ministeriale. Tra le opere presenti dall'inizio vi erano anche con i libri appartenuti al professore Paolo Emilio Tulelli e da questi lasciate nel 1884 al Comune.
In seguito si aggiunsero le opere provenienti dalla biblioteca del soppresso Presidio Militare e le librerie di Francesco Fiorentino, Cesare Sinopoli, Antonio Serravalle, Fausto ed Edoardo Squillace; altre donazioni più recenti sono quelle di Filippo De Nobili, Giuseppe Isnardi, Teresa Petrucco, Augusto Placanica, Guido Puccio, Federico Procopio e Giovanni Mastroianni.

### Opere antiche
Tra le opere antiche più importanti conservate nella biblioteca si citano il Libro Rosso della città di Catanzaro riportante le "immunità" concesse alla città dalla fine del XIV secolo alla metà del XVII e il privilegio dato dall'imperatore Carlo V a Catanzaro il 22 marzo 1536. Sono inoltre presenti:
- 11 incunaboli
- 508 cinquecentine
- 972 opere del XVII secolo
- 1959 opere del XVIII secolo

e svariati manoscritti (fondi Massinissa Presterà, Sinopoli, De Nobili, vecchio, più alcuni altri non appartenenti a nessun fondo).